# 平石站
平石站（日语：／ Hiraishi eki */?）位於秋田縣横手市山內土淵字平石，曾是東日本旅客鐵道（JR東日本）北上線的車站，2022年3月12日起因使用人數稀少而遭廢站。

## 車站構造
岸式月臺擁有1面1線的地上站。無人車站，由橫手站管理。

## 車站周邊
- 秋田縣道273號外山平石停車場線
- 秋田高速公路
- 國道107號
- 道之驛「山內」（さんない）

## 歷史
- 1963年7月15日：設立。
- 1987年4月1日：國鐵分割民營化後成為JR東日本轄下的車站。
- 2022年3月12日：廢站[1][2]。

## 相鄰車站
東日本旅客鐵道
■北上線
小松川－平石－相野野